# Diócesis de Szeged-Csanád
La diócesis de Szeged-Csanád (en latín: Dioecesis Segedien(sis)-Csanadien(sis) y en húngaro: Szeged-Csanádi egyházmegye) es una circunscripción eclesiástica latina de la Iglesia católica en Hungría, sufragánea de la arquidiócesis de Kalocsa-Kecskemét. La diócesis tiene al obispo László Kiss-Rigó como su ordinario desde el 20 de junio de 2006. 

## Territorio y organización

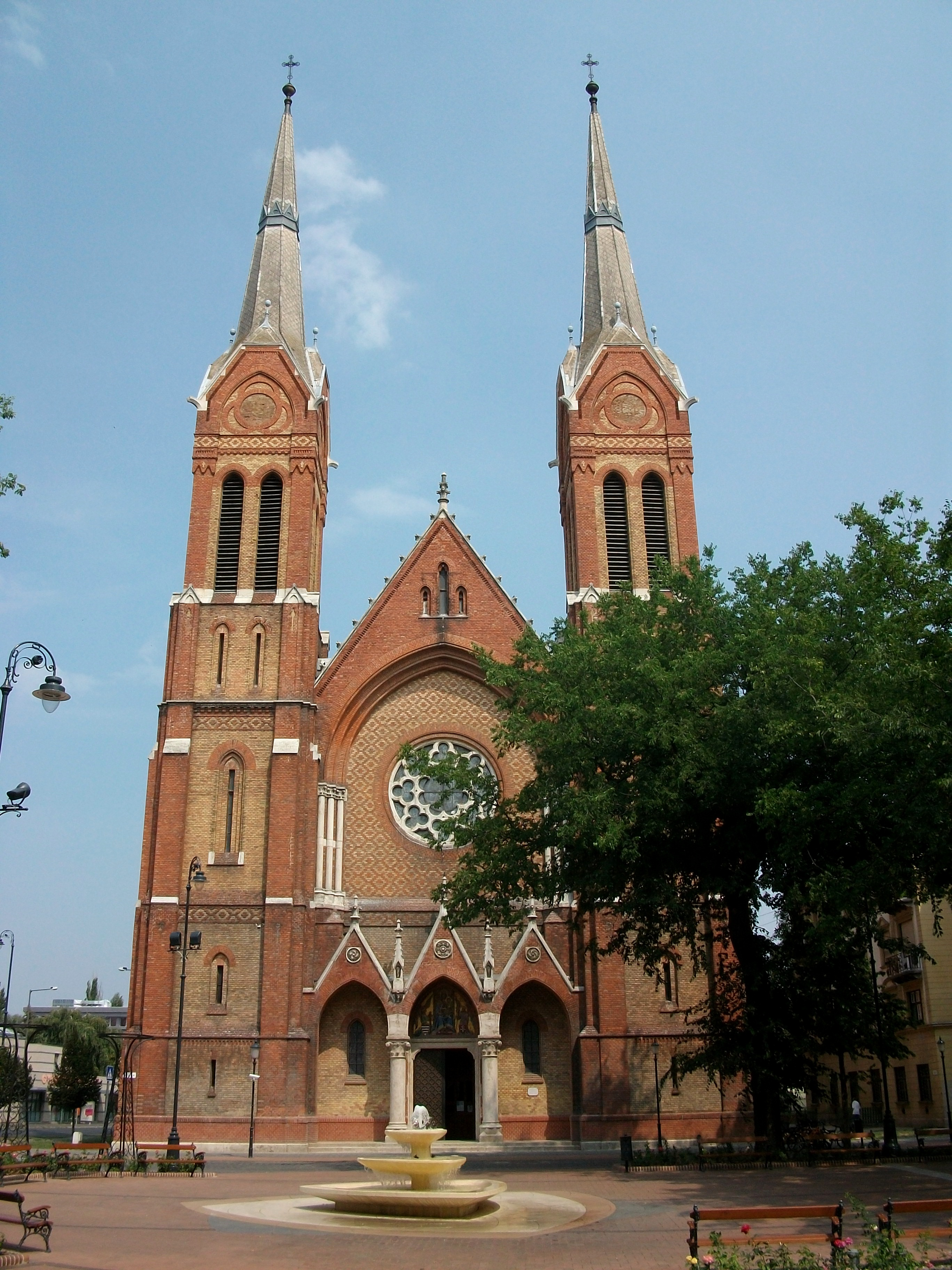
Concatedral de San Antonio de Padua

La diócesis tiene 10 851 km² y extiende su jurisdicción sobre los fieles católicos de rito latino residentes en los condados de Csongrád-Csanád y Békés y una parte del condado de Jász-Nagykun-Szolnok (las ciudades de Kunszentmárton, Túrkeve y Mezőtúr, y los municipios de Mesterszállás, Kuncsorba, Mezőhék y Kungyalu).
La sede de la diócesis se encuentra en la ciudad de Szeged, en donde se halla la Catedral de Nuestra Señora de Hungría. En Békéscsaba se encuentra la Concatedral de San Antonio de Padua. Csanád es el nombre histórico de la diócesis, que corresponde a la moderna comuna rumana de Cenad en el límite con Hungría.
En 2020 en la diócesis existían 111 parroquias agrupadas en 8 decanatos: Gyula, Szarvas, Orosháza, Mezőkovácsháza, Szentes, Makó, Seghedino y Kistelek.

## Historia
La diócesis de Csanád fue erigida en 1030 por el rey Esteban I de Hungría, después de haber conquistado el territorio. El abad italiano Gerardo, tutor de Emerico, hijo del rey Esteban, fue designado como primer obispo. Gerardo inició una extensa labor de evangelización en la zona, gracias sobre todo a la labor de los benedictinos, quienes contribuyeron a ella con la fundación de varias abadías, verdaderos centros de inculturación en la región. La diócesis ocupó el territorio de Banato.
La diócesis, una de las más orientales de la cristiandad de rito latino, fue la más expuesta a las invasiones del este. Por este motivo, el territorio diocesano fue devastado en repetidas ocasiones por las incursiones de los cumanos en 1091, los mongoles y los tártaros en el siglo XIII. En el siglo XIV sufrió la inmigración de los serbios ortodoxos de Rascia, tras la conquista de su territorio original por el Imperio otomano. La diócesis tuvo una gran importancia política en este período, como lo demuestran las frecuentes visitas de los reyes de Hungría; y la mayor preocupación de los obispos era defender a la población y reconstruirla después de la destrucción provocada por los otomanos, particularmente en el siglo XV, que vio a la diócesis comprometida en primera línea en la guerra de resistencia contra la invasión otomana. No pocas veces los obispos de este período fueron también valientes soldados; en 1455 Juan de Capistrano, predicando la defensa del cristianismo, visitó Csanád.
En 1514, György Dózsa, líder de la revuelta campesina, ordenó empalar al obispo Miklós Csáky. En la batalla de Mohács en 1526 también murió su sucesor Ferenc Csaholi, junto con otros seis obispos, y casi toda la diócesis cayó en manos de los nobles Zápolya, aliados de los turcos. En este período turbulento, la diócesis permaneció vacante durante muchos años y desde 1526 hasta 1552 ya no fueron consagrados obispos.
En 1552 los turcos conquistaron Timișoara y subyugaron todo el territorio diocesano; a partir de ese momento la diócesis cayó en un estado de total decadencia: hasta 1686 siguió existiendo sólo nominalmente, mientras que los obispos, incapaces de tomar posesión de su sede, residían en Bratislava o en Trnava, en la actual Eslovaquia. Durante el período de la ocupación turca, los católicos fueron particularmente odiados, porque se los consideraba aliados de los emperadores de Viena, enemigos acérrimos de los turcos. Los sacerdotes católicos fueron sistemáticamente expulsados, a excepción de los franciscanos, los únicos tolerados, que debían hacer todo el servicio litúrgico y pastoral. La comunidad franciscana que se hizo cargo de la diócesis fue la de Szeged, ciudad que en la Edad Media estaba incluida en la arquidiócesis de Kalocsa. El superior de los franciscanos de Szeged tenía el título de vicario general de la diócesis. En este período nació la figura de los "licenciados", laicos educados que tenían la tarea de reunir a los fieles donde no había sacerdotes y de guiar a las comunidades en la oración y la educación cristiana.
En 1685 la ciudad de Csanád volvió a manos cristianas, pero el territorio era zona de guerra y los obispos no pudieron instalarse allí. En 1701-1702 los austriacos, antes de rendirse, destruyeron por completo la antigua ciudad episcopal para no dejarla en manos enemigas. En los mismos años los obispos obtuvieron de la corte imperial poder reconstituir su diócesis, aunque el territorio original estaba mayoritariamente ocupado por los turcos, y la iglesia principal de Szeged les fue asignada como catedral.
En 1718 la Paz de Passarowitz sancionó la reconquista del territorio de la diócesis por parte de los húngaros, por lo que el obispo László Nádasdy pudo establecer jurisdicción efectiva sobre la diócesis. Sin embargo, la corte vienesa, más preocupada por los aspectos militares, no favoreció la reconstitución inmediata de la diócesis: el obispado permaneció inicialmente en Szeged y fue trasladado a Timișoara recién en 1730. La diócesis quedó despoblada, pero los colonos alemanes se establecieron en las tierras reconquistadas. En 1734 se celebró en Timișoara el primer sínodo de la diócesis reconstituida.
La reconstrucción de la diócesis y sus estructuras duró más de un siglo. En 1775 el papa Pío VI, en consideración a los hechos históricos que habían hecho de Szeged la sede de los obispos de Csanád, sustrajo definitivamente la ciudad de la jurisdicción de la arquidiócesis de Kalocsa y la anexó a la diócesis de Csanád. En 1806 el obispo László Kőszeghy von Remete, jesuita, estableció el seminario diocesano en Timișoara. Durante su episcopado se erigieron más de un centenar de nuevas parroquias, lo que se vio favorecido por la repoblación del territorio y por el traslado de colonos católicos de occidente. Los sucesivos obispos llamaron a varias congregaciones religiosas, tanto masculinas como femeninas, a la diócesis, especialmente para la fundación de escuelas católicas.
Durante la Revolución húngara de 1848 el obispo József Krivinai Lonovich fue enviado al exilio y el gobierno revolucionario eligió en su lugar a Mihály Horváth, quien nunca recibió la confirmación de la Santa Sede y, en consecuencia, no fue consagrado.
El territorio de la diócesis sufrió una reducción considerable al final de la Primera Guerra Mundial, cuando, tras el Tratado de Trianón de 1920, más de las tres cuartas partes del territorio se encontraron fuera de las nuevas fronteras nacionales húngaras. El 10 de febrero de 1923 se erigió la administración apostólica del Banato Yugoslavo en la parte que quedó bajo el Reino de Yugoslavia, que más tarde se convirtió en la diócesis de Zrenjanin, que comprende 62 parroquias. El 17 de febrero de 1923 se erigió la administración apostólica de Timișoara para las 153 parroquias de la diócesis que quedó en territorio rumano, que el 5 de junio de 1930 dio origen a la diócesis de Timișoara. A la nueva diócesis húngara solo le quedaban poco más de 30 parroquias.
El 19 de junio de 1931, con la bula Per Apostolicas del papa Pío XI, el obispado fue trasladado a Szeged, donde el obispo ya se había instalado desde 1923, y la iglesia de Nuestra Señora de Hungría fue erigida como nueva catedral. El 30 de septiembre anterior se había abierto el nuevo seminario, porque el seminario, la biblioteca, el archivo y la tesorería de la diócesis permanecieron en Timișoara. El 14 de junio de 1941, con el decreto Postulante de la Sagrada Congregación Consistorial, se erigió el cabildo de la catedral, con la dignidad única de preboste y cinco canónicos, a los que se atribuían los oficios de teólogo, penitenciario y párroco de la catedral.
Después de la Segunda Guerra Mundial la diócesis perdió el control de sus estructuras debido a la imposición del régimen socialista: primero sobre sus órganos de prensa (1945-1946) y luego sobre las escuelas católicas (1948). En 1950 se suprimieron las órdenes religiosas en Hungría, con la reubicación forzosa de monjes y monjas, el cierre de monasterios y daños al patrimonio cultural. En 1948 un grupo de jóvenes militantes ocupó el seminario y a partir del 1 de agosto de 1950 el régimen colocó a la Iglesia católica bajo el control del movimiento de sacerdotes por la paz, que flanqueaba a las autoridades socialistas.
El 19 de abril de 1952 la Santa Sede encomendó la administración de la parte de la diócesis de Oradea en territorio húngaro a los obispos de Csanád, territorio incorporado definitivamente a la diócesis el 5 de agosto de 1982, fecha en la que con el decreto Ad satius animarum de la Sagrada Congregación para los Obispos, la diócesis tomó su nombre actual.
El 31 de mayo de 1993 cedió una parte de su territorio para la erección de la diócesis de Debrecen-Nyíregyháza mediante la bula Hungarorum gens del papa Juan Pablo II; y al mismo tiempo otros cambios territoriales han llevado a la diócesis a asumir la actual fisonomía territorial.
El 15 de octubre de 2010, la iglesia de San Antonio de Padua en Békéscsaba se convirtió en la concatedral de la diócesis.

## Estadísticas
De acuerdo al Anuario Pontificio 2021 la diócesis tenía a fines de 2020 un total de 361 500 fieles bautizados.
| Año                                                                             | Población            | Población | Población      | Sacerdotes | Sacerdotes    | Sacerdotes    | Bautizados por sacerdote | Diáconos permanentes | Religiosos | Religiosos | Parroquias |
| Año                                                                             | Bautizados católicos | Total     | % de católicos | Total      | Clero secular | Clero regular | Bautizados por sacerdote | Diáconos permanentes | Varones    | Mujeres    | Parroquias |
| ------------------------------------------------------------------------------- | -------------------- | --------- | -------------- | ---------- | ------------- | ------------- | ------------------------ | -------------------- | ---------- | ---------- | ---------- |
| 1950                                                                            | 265 000              | 350 000   | 75.7           | 188        | 134           | 54            | 1409                     |                      | 86         | 375        | 59         |
| 1969                                                                            | 371 750              | 1 370 300 | 27.1           | 208        | 208           |               | 1787                     |                      |            | 53         | 113        |
| 1980                                                                            | 376 000              | 1 576 000 | 23.9           | 153        | 153           |               | 2457                     |                      |            | 16         | 113        |
| 1990                                                                            | 381 088              | 1 050 424 | 36.3           | 128        | 128           |               | 2977                     |                      |            |            | 111        |
| 1999                                                                            | 440 000              | 936 000   | 47.0           | 122        | 103           | 19            | 3606                     | 2                    | 101        | 13         | 112        |
| 2000                                                                            | 440 000              | 936 000   | 47.0           | 120        | 101           | 19            | 3666                     | 3                    | 69         | 13         | 112        |
| 2001                                                                            | 440 000              | 936 000   | 47.0           | 120        | 101           | 19            | 3666                     | 4                    | 70         | 16         | 112        |
| 2002                                                                            | 440 000              | 936 000   | 47.0           | 120        | 101           | 19            | 3666                     | 3                    | 64         | 20         | 112        |
| 2003                                                                            | 440 000              | 936 000   | 47.0           | 123        | 104           | 19            | 3577                     | 4                    | 77         | 30         | 130        |
| 2004                                                                            | 440 000              | 936 000   | 47.0           | 117        | 98            | 19            | 3760                     | 4                    | 75         | 29         | 129        |
| 2010                                                                            | 360 563              | 881 159   | 40.9           | 116        | 103           | 13            | 3108                     | 3                    | 60         | 30         | 112        |
| 2014                                                                            | 363 500              | 889 000   | 40.9           | 107        | 93            | 14            | 3397                     | 4                    | 61         | 35         | 112        |
| 2017                                                                            | 361 100              | 819 700   | 44.1           | 114        | 99            | 15            | 3167                     | 4                    | 60         | 29         | 112        |
| 2020                                                                            | 361 500              | 821 250   | 44.0           | 107        | 86            | 21            | 3378                     | 3                    | 68         | 25         | 111        |
| Fuente: Catholic-Hierarchy, que a su vez toma los datos del Anuario Pontificio. |                      |           |                |            |               |               |                          |                      |            |            |            |

## Episcopologio
- San Gerardo (Sagredo) † (1030-1046 falleció)
- Mór, O.S.B. † (1046-1053)
- Anónimo † (siglo XI)
- Anónimo † (siglo XI)
- Lőrinc † (1083-1113)
- Dezső I (?) † (1113-?)
- Besztréd † (mencionado en 1138)
- Pál † (mencionado en 1142)
- János † (1148-1156)
- István † (1156-1169)
- Saul de Hédervar † (1188-1192 nombrado arzobispo de Kalocsa)
- Krispin † (1192-1193)
- János I † (1198-1201)
- Dezső II † (1202-1229)
- Bulcsú † (1229-1242)
- Balázs † (1243-1257)
- Bereczk † (1259-1275)
- Gergely † (1275-1291)
- Antal, O.F.M. † (1296-1307 renunció)
- Benedek † (1307-1332)
- Giacomo da Piacenza † (1332-24 de marzo de 1343 nombrado obispo de Zagreb)
- István Harcsáki † (24 de marzo de 1343-9 de agosto de 1344 nombrado obispo de Veszprém)
- Galhard de Carceribus † (9 de agosto de 1344-2 de marzo de 1345 nombrado obispo de Veszprém)
- Gergely Kapronczai † (9 de marzo de 1345-1350 falleció)
- Tamás Telegdi † (31 de mayo de 1350-25 de agosto de 1358 nombrado arzobispo de Kalocsa)
- Gergely Lendvai † (22 de mayo de 1359-1360 falleció)
- Domonkos Bebek † (1360-23 de febrero de 1373 nombrado obispo de Oradea)
- Miklós † (16 de mayo de 1373-1375 falleció)
- Pál Péterfia † (28 de enero de 1377-1379)
- Tamás † (1379-1380)
- János Czudar † (1380-4 de junio de 1386 nombrado obispo de Zagreb)
- János III † (3 de noviembre de 1386-1395 falleció)
- Lukas de Órév (o de Szántó) † (19 de octubre de 1395-22 de marzo de 1397 nombrado obispo de Oradea)
- Gergely Szeri Pósafi † (12 de septiembre de 1397-1402)
- Dózsa Marczalli † (1403-1423)
- László Marczalli † (10 de mayo de 1423-1434 falleció)
  - Sede vacante (1434-1438)
- Péter Remetei Himfi † (30 de abril de 1438-1457)
- Albert Hangácsi † (21 de marzo de 1458-1466 falleció)
- János Szokoli † (27 de octubre de 1466-1493 renunció)
- Lukács Szegedi Baratin † (4 de noviembre de 1493-24 de julio de 1500 nombrado obispo de Zagreb)
- Miklós Körösszegi Csáki † (15 de noviembre de 1504-1514 falleció)
- Ferenc Csaholi † (1 de octubre de 1514-29 de agosto de 1526 falleció)
- János Musinai Gerván † (1526 o 1527-29 de agosto de 1529 falleció)
  - János Bonzagnó † (1529-1537) (no confirmado)
- Giorgio Martinuzzi, O.S.P.P.E. † (1536-30 de mayo de 1539 nombrado obispo de Oradea)
  - János Barlabássy † (30 de mayo de 1539-1552 falleció) (no confirmado)
  - Ferenc Medgyesi Székely † (1553-1554) (no confirmado)
  - György Bódy † (1556-1558) (no confirmado)
- Péter Kapronczay Paulinus † (17 de julio de 1560-1561 falleció)
- János Kolozsváry † (28 de enero de 1562-24 de noviembre de 1562 falleció)
- Andrija Dudić † (1563-9 de febrero de 1565 nombrado obispo de Pécs)
- Gergely Bornemissza † (1565-3 de junio de 1573 nombrado obispo de Oradea)
- Boldizsár Persei Melegh † (15 de mayo de 1573-1582 falleció)
- István Mathisy † (14 de octubre de 1583-23 de enero de 1589 nombrado obispo de Vác)
- Pál Szegedy † (27 de febrero de 1589-1597)
- Fausto Veranzio † (20 de diciembre de 1600-1608 renunció)
  - Mátyás Herovich † (1608-1622) (no confirmado ?)
- Imre Lósy † (1622-22 de abril de 1630 nombrado obispo de Oradea[7])
- György Dubovszky † (3 de diciembre de 1635[8] -antes del 29 de noviembre de 1637 falleció)
- János Püsky † (16 de abril de 1640[9] -14 de febrero de 1650 nombrado arzobispo de Kalocsa[10])
  - György Pohronczi Szelepcsényi † (1643-1643) (no confirmado)
  - György Széchenyi † (1643-1644) (no confirmado)
  - Zsigmond Szenttamási Zsongor † (1644-19 de julio de 1649 nombrado obispo de Oradea) (no confirmado)
- Matej Tarnoczy † (4 de abril de 1650-14 de junio de 1655 nombrado obispo de Vác[11])
  - István Rohonczy † (1651-1652) (no confirmado)
- Tamás Erdődy Pálffy † (2 de agosto de 1655-12 de diciembre de 1667 nombrado obispo de Eger[12])
  - Jácint Macripodari † (1659-1672 falleció) (no confirmado)
- Nándor Erdődy Pállfy † (27 de febrero de 1673-5 de septiembre de 1678 nombrado obispo de Eger)
- János Kery, O.S.P.P.E. † (5 de diciembre de 1678-8 de junio de 1682 nombrado obispo de Vác)
- György Fenessy † (1 de octubre de 1685-12 de mayo de 1687 nombrado obispo de Eger)
- Mihály Dvornikovich † (24 de noviembre de 1687-14 de noviembre de 1695 nombrado obispo de Vác)
- István Telekesy † (13 de agosto de 1696-31 de julio de 1702 nombrado obispo de Eger)
- István Dolny † (25 de junio de 1703-2 de junio de 1707 falleció)
- László Nádasdy, O.S.P.P.E. † (15 de diciembre de 1710-1730 falleció)
- Adalbert von Falkenstein, O.S.B. † (21 de mayo de 1731-27 de septiembre de 1739 falleció)
- Nikola Stanislavič, O.F.M. † (30 de septiembre de 1740-1750 falleció)
- Franz Anton von Engel in Wagrain † (7 de diciembre de 1750-de enero de 1777 falleció)
- Imre Christovich † (28 de julio de 1777-23 de diciembre de 1798 falleció)
- László Kőszeghy von Remete, S.I. † (22 de diciembre de 1800-4 de enero de 1828 falleció)
- Antal Török † (15 de marzo de 1830-6 de abril de 1832 falleció)
- József Krivinai Lonovics † (23 de junio de 1834-febrero de 1850 renunció[13])
  - Mihály Horváth † (1848-1849) (no confirmado)
- Sándor Csajághy † (5 de septiembre de 1851-7 de febrero de 1860 falleció)
- Sándor Bonnaz † (28 de septiembre de 1860-9 de agosto de 1889 falleció)
- Sándor Dessewffy † (26 de junio de 1890-5 de diciembre de 1907 falleció)
- János Csernoch † (19 de febrero de 1908-20 de abril de 1911 nombrado arzobispo de Kalocsa)
- Gyula Glattfelder † (22 de abril de 1911-30 de agosto de 1943 falleció)
- Endre Hamvas † (3 de marzo de 1944-15 de septiembre de 1964 nombrado arzobispo de Kalocsa)
  - Sede vacante (1964-1975)
- József Udvardy † (7 de enero de 1975-5 de junio de 1987 retirado)
- Endre Gyulay (5 de junio de 1987-20 de junio de 2006 retirado)
- László Kiss-Rigó, desde el 20 de junio de 2006